# Cepheiden
Die Cepheiden [t͡sefeˈiːdn̩] sind eine Gruppe der pulsationsveränderlichen Sterne, bei denen die Schwankungen in der Helligkeit streng periodisch erfolgen. Die Leuchtkraft bzw. die Absolute Helligkeit und die Periodendauer sind durch die Perioden-Leuchtkraft-Beziehung verbunden. Aus der scheinbaren Helligkeit und der errechneten Leuchtkraft lässt sich die Entfernung zum Stern ableiten, was den Cepheiden eine besondere Bedeutung in der Astrophysik verleiht. Die Cepheiden sind Riesensterne und teilen sich in mehrere verwandte Gruppen.
Namensgebend war der Stern Delta Cephei, dessen periodische Veränderlichkeit 1784 entdeckt wurde. Seitdem wurden Hunderte Sterne dieses Typs überall im Universum gefunden.

## Typologie und Beschreibung
Cepheiden pulsieren mit Perioden zwischen 1 und 130 Tagen und Amplituden von bis zu zwei Größenklassen (mag) im Visuellen. Dabei verändert sich auch ihre Oberflächentemperatur und somit ihre Spektralklasse zwischen F und K, wobei der Spektraltyp im Minimum mit zunehmender Periode rötlicher wird.

### Klassische oder Delta-Cepheiden

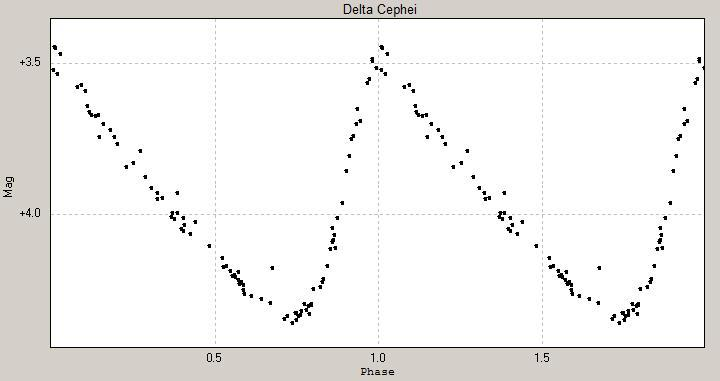
Lichtkurve vom Prototyp der klassischen Cepheiden Delta Cephei. Es zeigt die Helligkeit in Magnituden gegen Pulsationsphase.

Die bedeutendste Unterklasse der pulsationsveränderlichen Sterne erhielt ihren Namen nach dem Stern δ Cephei im Sternbild Cepheus, der eine Periode von ca. 5,37 Tagen aufweist. In dieser Zeit ändert sich seine Ausdehnung um ca. 2,7 Millionen Kilometer.
Es handelt sich um Sterne mit mittlerer Masse von circa vier bis zehn Sonnenmassen, die sich im Hertzsprung-Russell-Diagramm von der Hauptreihe entfernt haben und den Instabilitätsstreifen mehrfach kreuzen. Das mehrfache Kreuzen des Instabilitätsstreifens ist eine Folge von Helium-Blitzen im Kern oder in Schalen um den Kern der Sterne. Auf die zusätzliche Energie reagieren die Sterne mit einer Expansion in den Bereich der Roten Riesen und bei der nachfolgenden Kontraktion zurück wird der Instabilitätsstreifen erneut durchlaufen. Sie erreichen eine Leuchtkraft zwischen dem 1000- bis 10.000-fachen der Sonne und ihr Spektraltyp liegt im Bereich von F6 bis K2. Es handelt sich um Überriesen der Leuchtkraftklasse Ia, Ib und II. Sie gehören zur Scheibenpopulation und kommen in offenen Sternhaufen vor. Die Pulsationsperioden liegen bei den klassischen Cepheiden zwischen 2 und 45 Tagen, wobei das obere Ende nur schlecht zu definieren ist. Bei langperiodischen Delta-Cepheiden sind die Schwingungen nicht mehr streng periodisch und es gibt einen fließenden Übergang zur Gruppe der gelben halbregelmäßigen Veränderlichen. So werden von manchen Autoren gelbe Veränderliche in den Magellanschen Wolken mit Perioden von bis zu 200 Tagen noch zu den klassischen Cepheiden gezählt.
Die Perioden der klassischen Cepheiden ändern sich mit Werten von bis zu 200 Sekunden pro Jahr. Diese Änderungen sind als ein Zeichen der Entwicklung der Sterne, dem Wandern durch den Instabilitätsstreifen, interpretiert worden. Allerdings sind die Änderungen der Pulsationsperioden vielfach sprunghaft und die Entwicklungsmodelle würden eine gleichmäßige Änderung erwarten lassen wie bei Polaris. Eventuell ist sogar ein Delta-Cepheid beim Verlassen des Instabilitätsstreifens beobachtet worden. V19 in M33 war ein klassischer Cepheid mit einer Periode von 54,7 Tagen und einer Amplitude von 1,1 mag in B. Die Amplitude ist auf weniger als 0,1 mag abgefallen und die Helligkeit um 0,5 mag angestiegen. Weil der Stern am langen Ende der Periodenverteilung nahe am Übergang zu den gelben Halbregelmäßigen steht, ist seine Natur aber umstritten. Während Entwicklungsrechnungen erwarten lassen, dass die Anzahl der Periodenab- und -zunahmen identisch sein sollte, scheinen gut 70 Prozent der Cepheiden eine Verkürzung ihrer Perioden zu zeigen. Dieses Verhalten wird als Anzeichen für einen schwachen Sternwind interpretiert, der zu einem Massenverlust von 10−7 Sonnenmassen pro Jahr führt.
Auch die Lichtkurven der klassischen Cepheiden zeigen keine exakte Wiederholung in ihrer Form. Durch die kontinuierliche Beobachtung mit dem Kepler-Weltraumteleskop konnte gezeigt werden, dass die Lichtkurve von V1154 Cygni Fluktuationen von Zyklus zu Zyklus in der Größenordnung von einigen zehntel Prozent enthält. Dieses Rauschen könnte die Folge einer Abweichung von der Achsensymmetrie sein und durch lokale Unterschiede in der optischen Tiefe hervorgerufen werden. Alternativ könnte dieses Verhalten auch auf eine mögliche Störung der Schwingungen der Cepheiden durch Konvektionszellen zurückgeführt werden. Solche Konvektionszellen sind auch bei Roten Überriesen wie Beteigeuze gefunden worden und führen dort ebenfalls zu einer unregelmäßigen Komponente im Lichtwechsel.
Weitere bekannte Vertreter:
- Beta Doradus (β Dor)
- Bezek (η Aql)
- Mekbuda (ζ Gem A)

Klassische Cepheiden werden auch als Typ-I-Cepheiden bezeichnet. Diese Bezeichnung wird für alle Cepheiden mit einer Metallizität von mehr als 0,5 Prozent der Atomanzahl verwendet. Dementsprechend werden metallarme Cepheiden als Typ-II-Cepheiden bezeichnet. Die absolute visuelle Helligkeit MV der klassischen Cepheiden liegt zwischen −1 und −6.

### Bimodale Cepheiden vom Typ CEP(B)
Bimodale Cepheiden schwingen mit zwei oder mehr Moden gleichzeitig. Diese Schwingungen, die diesen Moden entsprechen, haben unterschiedliche Frequenzen. Dabei handelt es sich um Schwingungen der
- Grundfrequenz und der ersten Oberschwingung mit einem Periodenverhältnis P0/P1 von 0,695 bis 0,745
- der ersten und der zweiten Oberschwingung mit einem Periodenverhältnis P1/P2 von 0,79 bis 0,81
- der ersten und der dritten Oberschwingung mit einem Periodenverhältnis P1/P3 von ungefähr 0,67.

Dabei sind die Werte von P1/P2 in allen beobachteten astronomischen Systemen gleich, während das Verhältnis zwischen der Grundschwingung und der ersten Harmonischen stark mit ansteigender Metallizität abnimmt. Daneben gibt es auch Triple-Mode-Cepheiden, die entweder in den ersten drei Oberschwingungen oder in der Grundschwingung sowie den ersten beiden Oberschwingungen pulsieren.
Der Blazhko-Effekt, benannt nach seinem Entdecker S. N. Blaschko, ist eine langsame, annähernd periodische Modulation der Amplitude und der Phase, der bei bis zu 50 % der RR-Lyrae-Sterne beobachtet wird. Die Periode des Blazhko-Effekts kann Werte von einigen Tagen bis zu 2500 Tagen annehmen. In den letzten Jahren ist eine ähnliche Modulation der Lichtkurve mit einer Periode von 1200 Tagen bei dem klassischen Cepheiden V473 Lyrae gefunden worden und bei der Analyse der Daten des OGLE- und des MACHO-Projekts zeigen zirka 20 % der Cepheiden in den Magellanschen Wolken die charakteristische Lichtkurvenmodulation des Blazhko-Effekts.
Bei 9 % aller CEPs-Cepheiden in der Kleinen Magellanschen Wolke sind sekundäre Perioden gefunden worden, deren Frequenz sich nur geringfügig von der Grundschwingung unterscheidet. Dies kann nicht durch eine weitere radiale Pulsation verursacht werden und wird als Anwesenheit von nicht-radialen Schwingungen interpretiert. Daneben gibt es noch die 1O/X-Cepheiden, zu denen circa 5 Prozent aller Cepheiden in den Magellanschen Wolken gehören. Diese Sterne schwingen in der ersten Oberschwingung und wenigstens einer zweiten mit einem Periodenverhältnis von 0,6 bis 0,64. Diese zusätzlichen Schwingungen sind nicht als radiale Schwingungen mit der Pulsationstheorie vereinbar. Diese Cepheiden unterscheiden sich nicht von den CEPS mit Ausnahme des Fehlens kurzer Perioden und eben einem schwer verständlichen nichtradialen Mode.

### DCEPS
Dieser Untertyp zeigt eine geringe Amplitude von um die 0,5 mag und symmetrischen sinusförmigen Lichtkurven. Die Perioden sind kleiner als 7 Tage. Etwa 50 % der s-Cepheiden pulsiert in der ersten Oberschwingung, während der Rest Grundschwingungspulsatoren sind. Der bekannteste s-Cepheid ist der Polarstern Alpha Ursae Minoris.

### Ungewöhnliche Cepheiden
Die „ungewöhnlichen Cepheiden“ (engl. anomalous Cepheids) haben kurze Perioden von zwei Tagen bis einigen Stunden und gehören der Population II an. Im Hertzsprung-Russell-Diagramm liegen sie eine Magnitude oberhalb des Horizontalastes, auf dem sich die verwandten RR-Lyrae-Sterne befinden. Ihr Prototyp ist BL Bootis. Die ungewöhnlichen Cepheiden verfügen über einen massiven Kern, in dem Helium verbrannt wird, und haben eine Sternmasse zwischen 1,3 und 2,1 Sonnenmassen. Die Metallizität, der Anteil der Elemente schwerer als Helium in ihrer Atmosphäre, liegt um zwei Größenordnungen unterhalb des Werts der Sonne. Diese Cepheiden sind sehr selten und ihre Entstehung ist unklar. Sie wird häufig als das Ergebnis einer Verschmelzung eines Doppelsternsystems zu einem Blauen Nachzügler beschrieben. Die ungewöhnlichen Cepheiden folgen einer unabhängigen Periodenleuchtkraft-Beziehung.

### Typ-II-Cepheiden
Der Begriff der Typ-II-Cepheiden fasst alle radial-pulsierenden Veränderlichen mit großer Amplitude und einer Masse von circa einer Sonnenmasse zusammen. Die traditionelle Einteilung anhand der Lichtkurven würde zwischen den BL-Herculis-Sternen, den W-Virginis-Sternen und den RV-Tauri-Sternen unterscheiden. Der Übergang zwischen dem BL-Her-Stadium und den W-Vir-Stadium erfolgt zirka bei 4 Tagen und alle TypII-Cepheiden mit Pulsationsperioden von mehr als 20 Tagen werden den RV-Tauri-Sternen zugerechnet. Alle drei Unterarten der Typ-II-Cepheiden gehören zur dicken Scheiben- oder Halo-Population.
Während die klassischen Cepheiden Riesen mit Massen zwischen 4 und 10 Sonnenmassen sind, sind alle Arten von Typ-II-Cepheiden Sterne niedriger Masse mit einem Wert um eine Sonnenmasse. Den verschiedenen Subtypen der Typ-II-Cepheiden konnten Entwicklungsphasen zugeordnet werden:
- Die BL-Herculis-Sterne kreuzen den Instabilitätsstreifen auf ihrem Weg vom Horizontalast zum Asymptotischen Riesenast
- Die W-Virginis-Sterne sind Sterne, die Schleifen vom Asymptotischen Riesenast zu höheren Temperaturen und wieder zurück vollführen. Diese werden verursacht durch thermische Pulse aufgrund des explosiven Zündens des Heliumbrennens
- Die RV-Tauri-Sterne dagegen verlassen den Asymptotischen Riesenast und verwandeln sich durch Abkühlung in einen Weißen Zwerg

Auch die Typ-II-Cepheiden folgen einer Perioden-Leuchtkraft-Beziehung, die aber 1,5 mag unterhalb jener für klassische Cepheiden liegt. Es gibt eine Klasse von pekuliären W-Virginis-Sternen, die abweichende Lichtkurven zeigen und heller sind als sie nach der Perioden-Leuchtkraft-Beziehung sein sollten. Sie sind wahrscheinlich alle Doppelsterne und der helle Cepheid kappa Pav scheint zu den pekuliären W-Virginis-Sternen zu gehören.

### Vorkommen in Sternkatalogen
Der General Catalogue of Variable Stars listet aktuell etwa 800 Sterne mit dem Kürzel CEP oder DCEP, womit etwa 2 % aller Sterne in diesem Katalog zur Klasse der Cepheiden gezählt werden. Zusätzlich zählen etwa 300 Sterne oder 0,5 % zum Typ CW, welcher für Typ-II-Cepheiden steht.

## Physik des Pulsationsprozesses
Grundlage für die Pulsation der Cepheiden ist der Kappa-Mechanismus, der auf einer Änderung der Opazität mit steigender Temperatur beruht. Der Zyklus kommt zustande, wenn aufgrund einer Störung die Materie in einer bestimmten Schicht des Sterninneren komprimiert wird. Dies führt zu einem Anstieg der Dichte und Temperatur in der Schicht. Dadurch erhöht sich die Opazität, weshalb die durch Kernprozesse im Inneren erzeugte Strahlung zu einem geringeren Anteil in die äußere Atmosphäre weitergeleitet wird, die aufgrund des fehlenden Strahlungsdrucks nach innen fällt. In der die Pulsation steuernden Schicht führt die gestaute Strahlung dagegen zu einer Temperaturerhöhung und Expansion, wodurch die Opazität abnimmt und die gespeicherte Energie freigegeben wird. Die zusätzliche Energie führt nun wieder zu einer Expansion der sichtbaren äußeren Atmosphäre, die über das Gleichgewicht hinausexpandiert. Die von der pulsierenden Schicht freigelassene Energie führt zu einer Kompression und der Zyklus beginnt erneut. Bei den Cepheiden liegt die Schwingungen steuernde Schicht in der Zone mit dem Übergang vom einfach zum zweifach ionisierten Helium. Allerdings sind nicht alle gelben Riesen, die in dem Instabilitätsstreifen zwischen den Cepheiden liegen, pulsationsveränderliche Sterne wie diese. Sie zeigen nur eine geringe Amplitude von weniger als 0,03 mag in ihren Lichtkurven und auch Radialgeschwindigkeitsmessungen zeigen nur Änderungen mit geringen Amplituden von einigen 10 Metern pro Sekunde statt bis zu 100 Kilometer pro Sekunde bei den klassischen Cepheiden. Die Ursache für das abweichende Verhalten dieser stabilen Sterne im Instabilitätsstreifen ist nicht bekannt.

## Entfernungsmessung
Delta-Cephei-Sterne werden als Standardkerzen zur Entfernungsmessung benutzt. Als helle Riesensterne sind sie bis zu einer Entfernung von einigen Megaparsec, mit dem Hubble-Weltraumteleskop bis zu etwa 20 Megaparsec zu beobachten, also auch noch in benachbarten Galaxien.
Dabei wird ausgenutzt, dass die Leuchtkraft eines Cepheiden (ausgedrückt als absolute Helligkeit {\displaystyle M}) in festem Zusammenhang mit seiner Pulsationsperiode ({\displaystyle P/\mathrm {Tage} }) steht. Eine Perioden-Leuchtkraft-Beziehung für die klassischen Cepheiden lautet:
{\displaystyle M=-2{,}81\cdot \log(P/\mathrm {Tage} )-1{,}43\,.}
Mit ihr ist es möglich, aus der Beobachtung des Lichtwechsels eines Cepheiden auf seine absolute Helligkeit zu schließen. Eine zusätzliche Abhängigkeit der Perioden-Leuchtkraft-Beziehung zur Metallizität ist Gegenstand wissenschaftlicher Diskussionen. Der Zusammenhang zwischen der Pulsationsperiode und der mittleren Leuchtkraft wurde von der US-amerikanischen Astronomin Henrietta Swan Leavitt 1912 bei der Beobachtung helligkeitsveränderlicher Sterne in der Kleinen Magellanschen Wolke entdeckt.
Die Umrechnung zwischen der messbaren scheinbaren Helligkeit {\displaystyle m} und der absoluten Helligkeit {\displaystyle M} kann man dann mit Hilfe der Distanzgleichung
{\displaystyle D=10^{(m-M+5)/5}}
seine Entfernung {\displaystyle D} (in Parsec) ermitteln, nachdem die Extinktion mit Hilfe der Wesenheitsfunktion korrigiert wurde. Untersuchungen von großen Anzahlen von Cepheiden in den Magellanschen Wolken im Rahmen des OGLE-Projekts zeigen eine Abweichung von der linearen Perioden-Leuchtkraft-Beziehung. Demnach sind langperiodische Cepheiden etwas lichtschwächer als die PL-Beziehung erwarten lässt.
Zur Kalibrierung der Perioden-Leuchtkraft-Beziehung werden die folgenden Verfahren genutzt:
- Entfernungsbestimmung durch direkte Parallaxenmessung
- Baade-Wesselink-Technik
- Wenn ein Cepheid in einem Sternhaufen liegt mit Hilfe des Hauptreihe-Fittings
- Direkte Entfernungsmessung mit Hilfe von Lichtechos beim Stern RS Pup
- Vergleich mit theoretischen Perioden-Leuchtkraft-Beziehung

Die Genauigkeit in der Entfernungsmessung in kosmologischen Distanzen durch Cepheiden ist begrenzt durch den Blending-Effekt. Dabei handelt es sich um eine Überlagerung mehrerer Sterne aufgrund des begrenzten Auflösungsvermögens bei der Beobachtung von Cepheiden in anderen Galaxien. Das gemessene Licht vom Ort des Cepheiden ist in vielen Fällen die Summe des Lichts mehrerer Sterne, wodurch der Cepheid heller erscheint als er als Einzelstern ist. Diese Überlagerungen sind nur bedingt anhand der Amplitude und der Farbänderung des Lichtwechsels zu erkennen, da diese Änderungen auch die Folge einer unterschiedlichen Metallizität sein können. Daher muss anhand empirischer Formeln die Entfernung zu extragalaktischen Cepheiden in Abhängigkeit vom Auflösungsvermögen des Beobachtungsinstruments korrigiert werden.

## Impostor
Cepheiden Impostors (deutsch „Cepheiden-Hochstapler“) sind pulsationsveränderliche Sterne, deren Lichtkurve der eines Cepheiden ähnelt. Werden die fotometrischen Messungen jedoch einer Fourier-Analyse unterzogen oder der Stern spektrografisch beobachtet, dann fallen Unterschiede zu den echten Cepheiden auf. Beispiele sind HD 18391 und V810 Cen.
Die Impostor sind das Ergebnis einer Entwicklung in einem wechselwirkenden Doppelsternsystem mit einem Massenaustausch zwischen den Komponenten. Dadurch kann einer der Sterne den Instabilitätsstreifen durchlaufen und anfangen zu pulsieren wie Einzelsterne als Cepheiden. Da die Impostor aber eine andere Masse und chemische Zusammensetzung haben während der Phase der Veränderlichkeit, folgen sie nicht der Perioden-Leuchtkraft-Beziehung. Etwa 5 Prozent aller Cepheiden sind laut Simulationsrechnungen in Wirklichkeit Impostor. Eine Entfernung zu einem einzelnen Cepheiden anhand einer verrauschten Lichtkurve sollte daher nicht als einziges Kriterium zur Entfernungsbestimmung verwendet werden. Die Impostor gehören zur Gruppe der Binary Evolution Pulsators, die auch als RR-Lyrae-Sterne missinterpretiert werden können.

## Problem der fehlenden Masse
Cepheiden sind bevorzugte Objekte zur Überprüfung von berechneten Sternmodellen, da ihre Massen in Doppelsternen, durch Pulsationsstudien und mit Hilfe der Baade-Wesselink-Technik empirisch bestimmt werden können. Aus solchen Beobachtungen sind Cepheidenmassen abgeleitet worden, die systematisch 20 % geringer sind als das Ergebnis von Simulationsrechnungen. Diese Abweichung wird als das Problem der fehlenden Masse bezeichnet (engl. missing mass problem).
Eine Möglichkeit das Problem zu lösen besteht darin, einen Masseverlust bei Sternen mittlerer Masse anzunehmen, bevor oder während sie die Cepheiden-Phase durchlaufen. Eine Massenverlustrate um die 10−7 Sonnenmassen pro Jahr würde die durchschnittlichen Periodenänderungen bei klassischen Cepheiden gut wiedergeben. Aber die Cepheiden sind zu heiß, um einen staubgetriebenen Sternwind wie bei den AGB-Sternen zu erlauben und auch die Pulsationen sind nicht stark genug für eine so hohe Massenverlustrate. Eine Suche nach Überresten von solcher abgestoßenen Materie um Cepheiden in Form eines zirkumstellaren Nebels hat – mit einer möglichen Ausnahme des Prototyps δ Cephei – jedoch keine Anzeichen für einen massiven Masseverlust erbracht.
Theoretische Untersuchungen zeigen, dass ein pulsationsgesteuerter Massenverlust in Kombination mit konvektivem Überschießen während der Hauptreihenphase das Problem der fehlenden Masse lösen könnte. Der Begriff des konvektiven Überschießens beschreibt die Tatsache, dass bei konvektivem Energietransport Materie an einem Gleichgewichtspunkt aufgrund des Bewegungsimpulses noch eine weitere Strecke zurücklegt und daher die Durchmischung stärker ist als unter vereinfachten Annahmen. Die Berücksichtigung der Konvektion bei der Simulation der Entwicklung von Sternen ist jedoch problematisch, da es keine allgemeine physikalische Theorie zur Berechnung der Konvektion gibt, welche die Abläufe auf allen Skalen beschreibt.